# Dalcheon-dong
Dalcheon-dong (koreanska: 달천동) är en stadsdel i staden Chungju i Sydkorea. Den ligger i provinsen Norra Chungcheong, i den centrala delen av landet, 110 km sydost om huvudstaden Seoul.
Stadsdelen består av de legala stadsdelarna Dalcheon-dong, Danwol-dong (단월동), Gaju-dong (가주동), Pung-dong (풍동), Yonggwan-dong (용관동) och Yongdu-dong (용두동). 